# Diocèse de Huejutla
Le diocèse de Huejutla (en latin : Dioecesis Hueiutlensis ; en espagnol : Diócesis de Huejutla) est un diocèse de l'Église catholique du Mexique, suffragant de l'archidiocèse de Tulancingo.

## Territoire

Le diocèse de Huejutla en rouge sur la carte du Mexique

Il comprend 24 municipalités de l'État d'Hidalgo ce qui correspond à un territoire d'une superficie de 6 014 km2 divisé en 44 paroisses.
Le siège épiscopal est dans la ville de Huejutla de Reyes où se trouve la cathédrale du Christ-Roi (es).

## Historique
Le diocèse est érigé le 24 novembre 1922 par la constitution apostolique Inter negotia du pape Pie XI en prenant une partie du territoire du diocèse de Tulancingo (aujourd'hui archidiocèse de Tulancingo) ainsi qu'une petite partie des diocèses de Tamaulipas (aujourd'hui diocèse de Tampico) et de San Luis Potosí (aujourd'hui archidiocèse de San Luis Potosí).
Il cède une portion de son territoire le 27 novembre 1960 pour l'érection du diocèse de Ciudad Valleset le 9 juin 1962 pour la création du diocèse de Tuxpan.
Nommé suffragant de l'archidiocèse de Puebla de los Ángeles lors de sa création, il intègre la province ecclésiastique de l'archidiocèse de Tulancingo le 25 novembre 2006 en vertu de la constitution apostolique Mexicani populi du pape Benoît XVI.

## Évêques
- José de Jesús Manríquez y Zárate (11 décembre 1922 - 1er juillet 1939)
- Manuel Jerónimo Yerena y Camarena (17 juillet 1940 - 19 août 1963)
- Bartolomé Carrasco Briseño (19 août 1963 - 18 mai 1967), nommé évêque auxiliaire d'Antequera
- Sefafín Vásquez Elizalde (16 mars 1968 - 2 décembre 1977), nommé évêque de Ciudad Guzmán
- Juan de Dios Caballero Reyes (11 juillet 1978 - 18 novembre 1993)
- Salvador Martínez Pérez (24 juin 1994 - 12 mars 2009)
- Salvador Rangel Mendoza, O.F.M (12 mars 2009 - 20 juin 2015), nommé évêque de Chilpancingo-Chilapa
- José Hiraís Acosta Beltrán, depuis le 28 janvier 2016